# Webaskola ecorusta
Webaskola ecorusta är en insektsart som beskrevs av Blocker 1979. Webaskola ecorusta ingår i släktet Webaskola och familjen dvärgstritar. Inga underarter finns listade i Catalogue of Life.